# Sigilo sacramental

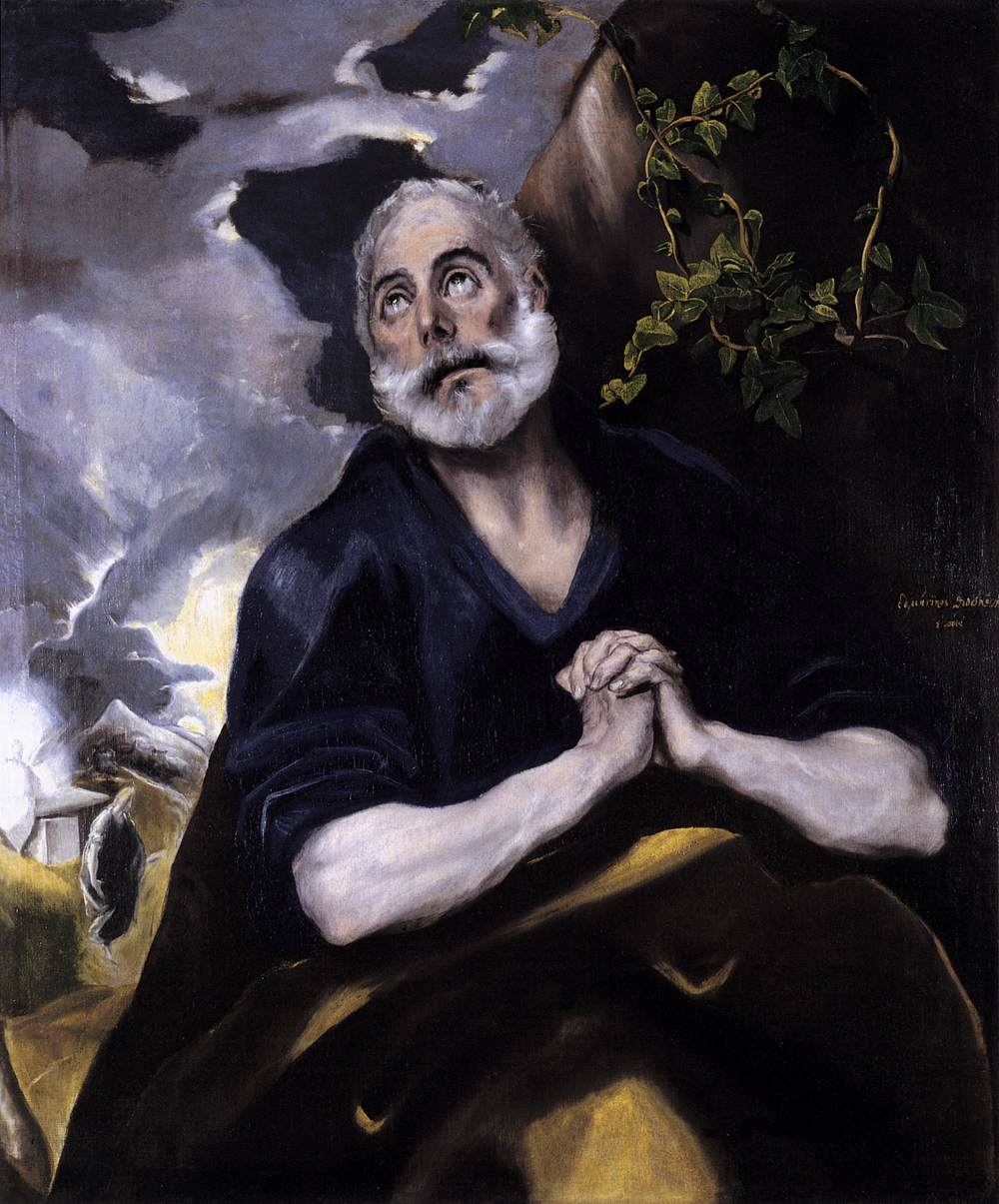
.

El sigilo sacramental o secreto de arcano es, en la Iglesia católica, la obligación de no manifestar jamás lo sabido por confesión sacramental.
El derecho natural lo supone y es de derecho divino, sin que la Iglesia tenga facultad para dispensar de él, ni aun muerto el penitente. Su inviolabilidad es tal, que en ningún caso imaginable, ni daño gravísimo que sobrevenga al confesor ni a toda la humanidad, podría infringirse, ni de palabra, ni por escrito, ni por señal, ni por reticencias. Ni el mismo confesor podría confesar su pecado revelando la confesión recibida y de no haber otro medio, no estaría obligado a la integridad material de su propia confesión.
Dicha obligación comprende en primer término al confesor y después a todos aquellos que de algún modo se enterasen de la confesión, lícita o ilícitamente, ya oyéndola, ya leyendo apuntes de los pecados en orden a la confesión, ya sirviendo de intérprete y, si son varios, no pueden hablar de ello entre sí.
Son objeto del sigilo tanto los pecados mortales en general como, de manera específica, los veniales (ya que, en general, todos los seres humanos los cometen y, por lo tanto, no son materia del sigilo). Además, también están comprendidos en el sigilo su objeto, cómplices y circunstancias. Materia indirecta es todo aquello por donde se puede venir en conocimiento del pecado o del pecador y cuanto a este pudiera causar confusión, sospecha o daño y por esto caen bajo sigilo la penitencia impuesta, indisposición del penitente, denegación de absolución, defectos naturales y morales, escrúpulos conocidos solo por la confesión y cuya revelación pueda molestar al penitente.
Aun excluido el peligro de revelación, el Código de Derecho Canónico prohíbe absolutamente a los confesores usar del conocimiento adquirido en la confesión con gravamen del penitente. De ser violado, el sacerdote queda automáticamente excomulgado:

«El sigilo sacramental es inviolable; por lo cual está terminantemente prohibido al confesor descubrir al penitente, de palabra o de cualquier otro modo, y por ningún motivo».
 Código de Derecho Canónico, canon 983,1

A tanto llega la inviolabilidad del sigilo, que de negarse la absolución a un penitente por indispuesto, si se acerca públicamente a recibir la comunión de mano del mismo confesor, este tiene que dársela.[cita requerida]
Ni al mismo penitente se puede hablar de sus pecados fuera de la confesión sin licencia suya, que no debe solicitarse sino en caso de excepcional necesidad, por no exponerle a la natural vergüenza, haciendo odiosa la confesión.